# Jamrajowate
Jamrajowate, borsuki workowate (Peramelidae) – rodzina torbaczy z rzędu jamrajokształtnych (Peramelemorphia). Obejmuje gatunki zwierząt wszystkożernych, zamieszkujących różne środowiska (od pustynnych po wilgotne) Australii i Nowej Gwinei. Formy kopalne znane są od miocenu.

## Występowanie
Cała Australia, Tasmania i Nowa Gwinea wraz z przyległymi wyspami Kai, Aru i archipelagiem Bismarcka i D’Entecasteaux. Jamraje żyjące w Nowej Gwinei zamieszkują lasy deszczowe na nizinach.

## Tryb życia
Niektóre jamraje nie są większe od szczura, inne osiągają wielkość królika.  Jednak niezależnie od wielkości są zwierzętami naziemnymi. Część z nich splata swe siedziby z trawy, inne wygryzają tunele w podszyciu ziemi, a jeszcze inne wygrzebują głębokie nory.
| Podstawowe dane         | Podstawowe dane                                    |
| ----------------------- | -------------------------------------------------- |
| Długość ciała           | Bez ogona 15–65 cm                                 |
| Masa ciała              | 0,2-4,7 kg                                         |
| Dojrzałość płciowa      | W 3-6 miesiącu życia                               |
| Okres godowy            | W zależności od regionu                            |
| Ciąża                   | Około 12 dni. Młode w torbie rozwijają się 50 dni. |
| Liczba młodych w miocie | 1-7                                                |
| Długość życia           | Ponad 3 lata                                       |

Gatunki australijskie mają różne wymogi środowiskowe. Niektóre, np. krótkonos złocisty, preferują obszary suche. Inne zamieszkują wilgotne tereny, sawanny, krzewiaste zarośla i lasy. Nie unikają też ogródków miejskich.
Wszystkie jamraje w ciągu dnia odpoczywają, najczęściej w umieszczonym na ziemi gnieździe z trawy. Pod wieczór wyruszają na żer, ale nadal przebywają w ukryciu, by nie zwracać uwagi swoich naturalnych wrogów: węży, dingo i lisów.
Jamraje są samotnikami. Towarzystwa poszukują tylko w porze godowej. Młode znajdują własne terytorium zaraz po osiągnięciu dojrzałości.

## Rozmnażanie
Cały tryb życia jamrajów podporządkowany jest szybkiemu tempu rozmnażania. W regionach, gdzie nie ma wyraźnej pory suchej lub chłodnej, jamraje mogą rozmnażać się cały rok.
Młode rodzą się po wyjątkowo krótkiej ciąży – zaledwie 12 dni. Choć po urodzeniu mierzą zaledwie centymetr, są dobrze rozwinięte. Natychmiast wdrapują się do torby lęgowej matki.  Tutaj chwytają brodawki i zaczynają ssać mleko. Torba, w której się znajdują, powiększa się w miarę, jak młode w niej rosną. W końcowym okresie tworzy występ wzdłuż całego brzucha matki.
Siedmiotygodniowe młode mogą już opuścić torbę i dziesięć dni później zostają odstawione. Od tej chwili matka jest ponownie przygotowana do rodzenia. Czasami bywa już nawet w ciąży, ponieważ może parzyć się, zanim pierwsze młode opuści torbę.

## Pożywienie
Głównym składnikiem pożywienia jamrajów są owady i ich larwy, oraz pająki. Torbaczom tym udaje się też czasem złowić mniejszego gryzonia. Zjadają również nasiona, jagody, pąki roślin, pędy i grzyby. W regionach o małej ilości opadów jamraje zaspokajają zapotrzebowanie na płyny zlizując rosę i wodę zawartą w pokarmie. Gatunki żyjące w dżungli piją regularnie z kałuż i potoków. Badania wykazały, że jamraje co noc w poszukiwaniu pożywienia przeczesują całe swoje terytorium, starając się go jednak nie opuścić.
Najczęściej zbierają pożywienie z ziemi. Są znane również z tego, że w poszukiwaniu owadów lub korzonków, wygrzebują silnymi nogami głębokie jamy. Potem przeszukują je swym wyciągniętym nosem i starają się wychwycić zapach ukrytych owadów lub znaleźć jadalne bulwy czy korzenie

## Systematyka

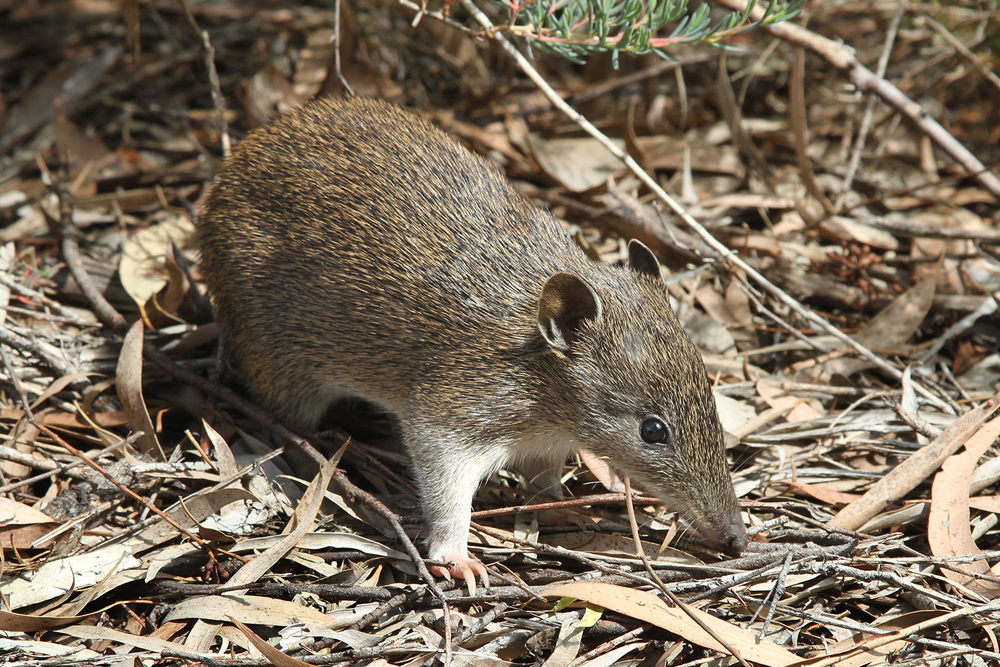
Krótkonos brązowy (Isoodon obesulus)

Do rodziny zaliczane są następujące podrodziny:
- Peramelinae J.E. Gray, 1825 – jamraje
- Peroryctinae Groves & Flannery, 1990 – torboszczury
- Echymiperinae McKenna & Bell, 1997 – torbokolce

Zaliczany wcześniej do tej rodziny rodzaj Chaeropus – obecnie uznawany za wymarły – został wyodrębniony do rodziny bandikowatych (Chaeropodidae).
McKenna i Bell w 1997 proponowali wydzielenie rodziny Peroryctidae obejmującej Peroryctinae i Echymiperinae, jednak badania molekularne nie potwierdziły zasadności takiego podziału. Peroryctidae sensu McKenna/Bell nie jest monofiletyczna.
Opisano również rodzaj wymarły o niepewnej pozycji systematycznej i nie sklasyfikowany w żadnej z powyższych podrodzin:
- Crash Travouillon, Hand, M. Archer & Black, 2014 – jedynym przedstawicielem był Crash bandicoot Travouillon, Hand, M. Archer & Black, 2014